# Nicolepeira flavifrons
Nicolepeira flavifrons är en spindelart som först beskrevs av Hercule Nicolet 1849.  Nicolepeira flavifrons ingår i släktet Nicolepeira och familjen hjulspindlar. Inga underarter finns listade i Catalogue of Life.